# Koeleria
Koeleria Pers. é um género botânico pertencente à família Poaceae.

## Sinônimos
- Achrochloa B.D.Jacks. (SUO)
- Airochloa Link
- Brachystylus Dulac (SUS)
- Leptophyllochloa Calderon